# Карлос Кабальєро
Карлос Кабальєро Гомес (ісп. Carlos Caballero Gómez; 1 червня 1918, Віторія-Гастейс — 26 вересня 2011, Віторія-Гастейс) — баскський підприємець, президент клубу «Депортіво Алавес» із міста Віторія-Гастейс. В 1951—1955 роках 12-й, за ліком, президент головного футбольного клубу Алави.

## Життєпис
Карлос Кабальєро Гомес був із сім'ї впливової баскської знаті, бо лише таким родинам доручалося кермування спортивними тогочасними клубами басків. Його предки управляли громадою міста, відтак і Карлос Кабальєро обирали в різні громадські асоціації. Коли в місті постав спортивний клуб Гомеси стали його акціонерами-партнерами, і так триває покоління за поколінням.
Карлос Кабальєро Гомес продовжував родинні фінансові справи та управляв продуктовою фабрикою і був активним партнером клубу, а поготів його обрали в 1951 році віце-президентом клубу, а через рік він уже очільник футболу міста, президент «Депортиво Алавес». Прийшовши до команди в часі підйому команди (коли вони переходили з 3 до 2 ліг іспанського футболу), йому вдалося зберегти сформувати новий кістяк колективу і, а наприкінці свого перебування, взагалі  — піднятися на найвищий рівень. Зігравши 8 сезонів в Терсері (група 2), команда з Алави, врешті-решт, знову пробилася до числа сильніших клубів країни — Сегунди, і Карлос активно такому успіху спияв.
Карлос Кабальєро Гомес завдяки залученню інвестицій, здебільшого від збільшення кількості сосіос (яких стало біля 2436 осіб), вдалося приманити кілька нових і перспективних гравців, які допомогли команді вдало розпочати сезон в 1951—1952 роках (10 місце) і провести по наростаючій ще два сезони 1952—1953 (4 місце), 1942—1953 (1 місце) років в Сегунді Іспанії і пробитися в когорту найсильніших клубів країни, аж через 22 роки. В тому сезоні амбітні баски закріпилисяна 10 місці і з оптимізмом дивилися в своє майбутнє. Відтак натхненник перемог, Карлос Кабальєро Гомес вирішив поділитися спортивними набутками з наступною знатною родиною Луїса Моліни Азарти.
Водночас, поступившись посадою президента алавесців, Карлос Кабальєро Гомес продовжував свої фінансові справи та сприяння спорту в столиці Алави. Але основний його фінансовий актив була фабрика продуктів «Sopas Bantu».